# Hubertus Gertzen
Hubertus Gertzen (* 11. Mai 1954; † 6. Mai 2015 in Freiburg im Breisgau) war ein deutscher Schauspieler und Hörspielsprecher.

## Leben
Hubertus Gertzen begann seine künstlerische Laufbahn am Bayerischen Staatsschauspiel in München. Ab Mitte der 1970er-Jahre war er auch gelegentlich als Fernsehschauspieler tätig, unter anderem in drei Tatort-Episoden um das Stuttgarter Ermittlerteam Bienzle und Gächter.
Der Schwerpunkt in Gertzens Schaffen lag in der Sprechertätigkeit. In der ARD-Hörspieldatenbank ist die Mitwirkung in knapp 300 Produktionen nachgewiesen, darunter auch Mundarthörspiele und Radio-Tatorte. In einigen Hörspielen zeichnete er auch als Regisseur verantwortlich. Daneben war er ein vielbeschäftigter Hörbuchsprecher.
Hubertus Gertzen starb wenige Tage vor Vollendung seines 61. Lebensjahres und wurde am 15. Mai 2015 auf dem Friedhof in Merzhausen beigesetzt.

## Filmografie
- 1974: Zwischenstationen
- 1975: Der Brandner Kaspar und das ewig’ Leben
- 1977: Achsensprung
- 1986: Zoning
- 1987: Tatort – Eine Million Mäuse
- 1990: Pfarrerin Lenau
- 1992: Tatort – Bienzle und der Biedermann
- 1994: Tatort – Bienzle und das Narrenspiel
- 1994: Der Fahnder – Hasta la vista
- 1996: Tatort – Bienzle und der Traum vom Glück
- 2001: Über Wasser
- 2005: Margarete Steiff

## Hörspiele

### Als Sprecher (Auswahl)
- 1985: Tote schlafen leicht – Autor: John Dickson Carr – Regie: Raoul Wolfgang Schnell
- 1987: Zauberstab und Marmelade – Autor: Rolf Schneider – Regie: Otto Düben
- 1989: Dantons Tod  – Autor: Georg Büchner – Regie: Norbert Schaeffer
- 1990: Mord vor Publikum – Autoren: John Owen und James Parkinson – Regie: Stefan Hilsbecher
- 1991: Die drei Nixen vom Mummelsee – Autor: Gerd Weismann – Regie: Regina Keller
- 1992: Die Obdachlosigkeit der Fische – Autor: Wilhelm Genazino – Regie: Heinz von Cramer
- 1992: Amazonas – Autor: Alfred Döblin – Regie: Heinz von Cramer
- 1993: Der Hochzeitslader – Autor: Georg Holzwarth – Regie: Thomas Vogel
- 1994: Die Bedrohung – Autor: Hugo Rendler – Regie: Regina Keller
- 1995: Scheidung auf schwäbisch – Autor: Friedrich A. Schiler – Regie: Luise Besserer
- 1996: Café Finale – Autor: Volker Quandt – Regie: Thomas Vogel
- 1996: Alexander und Annette – Autor: Martin Walser – Regie: Gerwig Epkes
- 1996: Wartesaal Deutschland Stimmenreich – Autor: Klaus Pohl – Regie: Dieter Mann und Norbert Schaeffer
- 1997: Maigret stellt eine Falle – Autor: Georges Simenon – Regie: Patrick Blank
- 1997: Rote Ernte – Autor: Dashiell Hammett – Regie: Norbert Schaeffer
- 1997: Der Alchimist – Autor: Paulo Coelho – Regie: Alexander Schuhmacher
- 1998: Der Fluch des Hauses Dain – Autor: Dashiell Hammett – Regie: Norbert Schaeffer
- 1998: D’Berta isch tot – Autor: Bernd Weiler – Regie: Thomas Vogel
- 1999: Moschko von Parma – Autor: Karl Emil Franzos – Regie: Manfred Georg Herrmann und Petra Kast
- 2000: In einem tiefen, dunklen Wald – Autor: Paul Maar – Regie: Christoph Dietrich
- 2000: Bergmann veredelt – Autor: Daniel Oliver Bachmann – Regie: Günter Maurer
- 2001: Der Spion von Aalen – Autor: Mark Kleber – Regie: Günter Maurer
- 2002: Der Schmied seines Glückes – Autor: Gottfried Keller – Regie: Thomas Vogel
- 2002: D’heilig Johanna vo’ d’r Dorflind – Autorin: Andrea Noll – Regie: Susanne Hinkelbein
- 2002: Baudolino – Autor: Umberto Eco – Regie: Leonhard Koppelmann
- 2003: Pinocchio – Autor: Carlo Collodi – Regie: Robert Schoen
- 2004: Der Preis des Lebens – Autor: Peter Meisenberg – Regie: Robert Schoen
- 2004: Das Stuttgarter Hutzelmännlein – Autor: Eduard Mörike – Regie: Susanne Hinkelbein
- 2005: Die Reise um mein Zimmer – Autor: Xavier de Maistre – Regie: Heinz von Cramer
- 2005: Die Erbschaft – Autor: Guy de Maupassant – Regie: Günter Maurer
- 2006: Wie die Bären einst Sizilien eroberten – Autor: Dino Buzzati – Regie: Robert Schoen
- 2006: Die Räuber – Autor: Friedrich Schiller – Regie: Leonhard Koppelmann
- 2007: Heimkehr – Autor: Joachim Zelter – Regie: Günter Maurer
- 2008: Radio-Tatort: Himmelreich und Höllental – Autorin: Christine Lehmann – Regie: Günter Maurer
- 2008: Radio-Tatort: Mordlauf – Autorin: Christine Lehmann – Regie: Günter Maurer
- 2009: Arsène Lupin und die Frau mit den jadegrünen Augen – Autor: Maurice Leblanc – Regie: Stefan Hilsbecher
- 2010: Ihr kriegt mich nicht – Autor: Mikael Engström – Regie: Tobias Krebs
- 2010: Alpha 0.7 – Der Feind in dir – Autoren: Sebastian Büttner und Oliver Hohengarten – Regie: Leonhard Koppelmann, Benno Schurr und Susanne Franzmeyer
- 2010: Radio-Tatort: Finkbeiners Geburtstag – Autor: Hugo Rendler – Regie: Mark Ginzler
- 2011: Eisbär-Schwäbisch – Autorin: Andrea Noll – Regie: Susanne Hinkelbein
- 2012: Schattenkabinett – Autor: Manfred Zach – Regie: Günter Maurer
- 2013: Ischdanbul, all inclusive – Autor: Bernd Storz – Regie: Günter Maurer
- 2014: Herr der Diebe – Autorin: Cornelia Funke – Regie: Robert Schoen

### Als Regisseur
- 1999: Walter Fink oder Die Erbschaft – Autor: Hugo Rendler
- 2000: Die seltsame Heimfahrt der Martha Stein – Autor: Hugo Rendler
- 2001: Waldjustiz – Autor: Hans Suter
- 2003: Polizeiwachtmeister Schrecks letzter Versuch mit Freundlichkeit oder: Jetzt ist dann aber Schluss mit lustig – Autor: Hugo Rendler
- 2003: Sitzboogie – Autorin: Rita Breit
- 2004: Die Ehrenbürgerschaft – Autorin: Jutta Person
- 2004: Die Baby-Beichte – Autor: Géza Czopf

## Hörfunk-Features / -Dokumentationen
- 2006: James Bond made in GDR? – Sozialistische Fernsehhelden an der unsichtbaren Front des Friedens – Autor: Thomas Gaevert – SWR2 Dschungel, 33 Min.
- 2007: Ich wollte kein Verräter sein – Der Fall Paul Merker und die SED – Autor: Thomas Gaevert – SWR2, 49 Min.